# Don't U Ever Stop
«Don't U Ever Stop» es el séptimo sencillo de la boy band japonesa KAT-TUN y primer sencillo para el álbum de estudio Break the Records -by you & for you-. El sencillo fue lanzado en cuatro ediciones y características diferentes como cuatro portadas diferentes, las tres ediciones limitadas incluyen dos canciones en solitario (y sus temas instrumentales) de dos miembros cada uno.
Es el primer sencillo en ser lanzado sin motivo alguno por un comercial o un drama desde "Real Face", "Don't U Ever Stop" fue lanzado el 14 de mayo de 2008 y se convirtió en el séptimo sencillo número 1 consecutivo en debutar de KAT-TUN. El sencillo fue el octavo sencillo más vendido en Japón según Oricon para 2008.

## Información del sencillo
El sencillo fue coescrito por SPIN un compositor frecuente de KAT-TUN que también es conocido por escribir sencillos para Arashi ("Kitto Daijōbu", "Love so sweet", "Pikanchi Double" y "Hero" todos alcanzaron el número 1). La música de la canción fue compuesta por Shusui, Fredrik Hult, Carl Utbult y el arreglo adicional fue realizado por Yukihide "YT" Takiyama.
El solo de temas que figuran en las tres ediciones limitadas son "w/o notice??" (cantado por Kazuya Kamenashi), "Natsu no Basho (夏の場所?)" (Junnosuke Taguchi), "LOVEJUICE" (Jin Akanishi), "PARASITE" (Koki Tanaka), "Ai no Hana (愛の華?)" (Tatsuya Ueda) y "SMACK" (Yuichi Nakamaru).

## Lanzamiento y promoción
KAT-TUN interpretó la canción en la televisión por primera vez en Music Station el 25 de abril de 2008 y otra vez el 2 de mayo de 2008. El grupo regresó al programa el 16 de mayo a cantar por tercera vez como parte de un popurrí que incluyó cada una de sus canciones en solitario respectivos. El 11 de mayo Taguchi y Ueda aparecieron en kōhai el programa de Hey! Say! JUMP e interpretaron la canción en Hi! Hey! Say mientras que Tanaka fue un artista invitado en el programa de HSJ Show wa Hey! Say! al día siguiente. Los tres se unen al resto del grupo el 12 de mayo para presentarse Fuji TV en Hey! Hey! Hey! Music Champ. Dos días después la banda estrenó la canción en su propio show Cartoon KAT-TUN el mismo día el sencillo fue lanzado en Japón. El 15 de mayo KAT-TUN hizo su cuarta aparición en Utaban con un miembro de SMAP Masahiro Nakai y un día más tarde cantron en Shōnen Club Premium.

## Ventas
En su primera semana de lanzamiento el sencillo vendió más de 381.672 copias y venció a NEWS "Summer Time" en el primer puesto de la lista de sencillos de Oricon. También debutó en el número 1 en Billboard Japan Hot 100. La canción reportó un total de ventas que actualmente ascienden a 447.971 copias. El sencillo fue el segundo de mejor venta para el primer semestre de 2008 por detrás de Thelma Aoyama "Soba ni Iru ne" y más tarde clasificó como el octavo sencillo más vendido del año por Oricon.
La canción fue galardonada en la 23ª Japan Gold Disc Awards cuando se coloca en la "Best 10 Music Singles (Domestic)" juntos en la lista con "Lips".

## Lista de pistas
- Edición Regular Lista de pistas

| N.º | Título                             | Escritor(es)                                                           | Duración |  |
| 1.  | «Don't U Ever Stop»                | SPIN, JOKER, Shusui, Fredrik Hult, Carl Utbult, Yukihide "YT" Takiyama | 4:14     |  |
| 2.  | «Don't U Ever Stop (Instrumental)» |                                                                        | 4:14     |  |

- Edición Limitada 1 Lista de pistas

| N.º | Título | Escritor(es) | Duración |  |

- Edición Limitada 2 Lista de pistas

| N.º | Título | Escritor(es) | Duración |  |

- Edición Limitada 3 Lista de pistas

| N.º | Título | Escritor(es) | Duración |  |